# MK250
MK 250 – monofoniczny magnetofon kasetowy produkowany w latach osiemdziesiątych przez Zakłady Wytwórcze Magnetofonów Unitra-Lubartów.
Magnetofon produkowany był zgodnie z normą zakładową ZN-87/MHiPM/ZWM-006. Zasilanie urządzenia możliwe było zarówno z sieci, ówcześnie o napięciu 220 V, jak i pięcioma bateriami R14. Występował w kilku kolorach obudowy. Wymiary magnetofonu 150×268×49 mm, masa 1,2 kg (bez baterii).